# Setzverhalten
Das Setzverhalten (auch betting patterns) ist im Poker das Verhalten – genauer der Spielstil – eines Spielers, mit welchem er seine Einsätze tätigt. Zur Beurteilung des Setzverhaltens eines Spielers ist das Verhältnis zu berücksichtigen, in welchem der Spieler einen Raise tätigt oder callt sowie der prozentuale Anteil an Händen, die er insgesamt spielt.

## Einzelne Spielweisen

### Loose-Passiv
Ein loose-passiver Spieler spielt viele Hände (> 40 %). Er erhöht zwar selbst nur selten, spielt aber oft mit, selbst wenn er keine gute Starthand hat. Dieses Setzverhalten ist allgemein eher nicht zu empfehlen, kann aber im Einzelfall durchaus eine nützliche Strategie sein, bspw. wenn die Blinds sehr hoch sind oder die anderen Spieler alle aggressiv spielen.
Spieler mit einem loose-passiven Setzverhalten werden auch Calling Station (dt. Mitgeh-Station) genannt.

### Loose-Aggressiv
Ein loose-aggressiver Spieler spielt wie auch der loose-passive Spiele viele Hände, überlegt sich aber genauer, wann er erhöht. Er macht oft hohe Einsätze, manchmal mit guten, manchmal mit schlechten Karten. Der größte Vorteil der loose-aggressiven Spielweise ist es, dass die Mitspieler nur schwer erkennen können, wann man blufft und wann man tatsächlich gute Karten hat, der größte Nachteil ist aber, dass man sehr gut abschätzen können muss, wann es sich nicht mehr lohnt zu erhöhen und man folden sollte. Die meisten Profispieler haben ein loose-aggressives Setzverhalten.
Spieler mit einem loose-aggressiven Setzverhalten werden auch als Maniac (dt. Wahnsinniger) oder mit dem Kürzel LAG bezeichnet.

### Tight-Passiv
Ein tight-passiver Spieler spielt nur wenige, gute Hände (10 bis 20 %). Er ist beim Setzen zurückhaltend und geht bei den Einsätzen zwar mit, wenn er eine gute Hand hat, erhöht aber so gut wie nie, sondern zieht es vor, einfach zu checken. Durch diese Spielweise macht man selbst zwar keine großen Gewinne, verliert aber auch umso seltener, vor allem wenn viele aggressive Spieler am Spiel beteiligt sind.
Spieler mit einem tight-passiven Setzverhalten werden auch Rock (dt. Stein) genannt.

### Tight-Aggressiv
Ein tight-aggressiver spielt ebenso wie der tight-passive Spieler nur wenige, gute Hände. Beim Setzen ist er hingegen nicht zurückhaltend, erhöht bereits vor dem Flop und reagiert auf einen Raise oft mit einem Re-Raise. Durch ein tight-aggressives Setzverhalten ist es möglich, sich auf gute Starthände zu beschränken und so rein taktisch vorzugehen, allerdings ist die tight-aggressive Spielweise auch durchschaubarer für die Mitspieler und diese können sich entsprechend an einen anpassen.
Spieler mit einem tight-aggressiven Setzverhalten werden auch als Stone Killer (dt. Mörder der Steine) bezeichnet, das Kürzel TAG ist ebenfalls geläufig.